# Esclavolles-Lurey
Esclavolles-Lurey ist eine französische Gemeinde mit 644 Einwohnern (Stand 1. Januar 2022) im Département Marne in der Region Grand Est (vor 2016 Champagne-Ardenne). Sie gehört zum Kanton Vertus-Plaine Champenoise (bis 2015 Anglure) und zum Arrondissement Épernay. 

## Geografie
Esclavolles-Lurey liegt etwa 42 Kilometer nordwestlich von Troyes an der Seine. Umgeben wird Esclavolles-Lurey von den Nachbargemeinden Potangis im Norden, Villiers-aux-Corneilles im Nordosten, Conflans-sur-Seine im Osten, Crancey im Süden und Südwesten sowie Périgny-la-Rose im Westen.

## Geschichte
1880 wurden Esclavolles und Lurey zusammengeschlossen.

### Bevölkerungsentwicklung
| Jahr                       | 1962 | 1968 | 1975 | 1982 | 1990 | 1999 | 2006 | 2011 | 2018 |
| -------------------------- | ---- | ---- | ---- | ---- | ---- | ---- | ---- | ---- | ---- |
| Einwohner                  | 366  | 351  | 331  | 313  | 493  | 548  | 520  | 568  | 604  |
| Quellen: Cassini und INSEE |      |      |      |      |      |      |      |      |      |

## Sehenswürdigkeiten

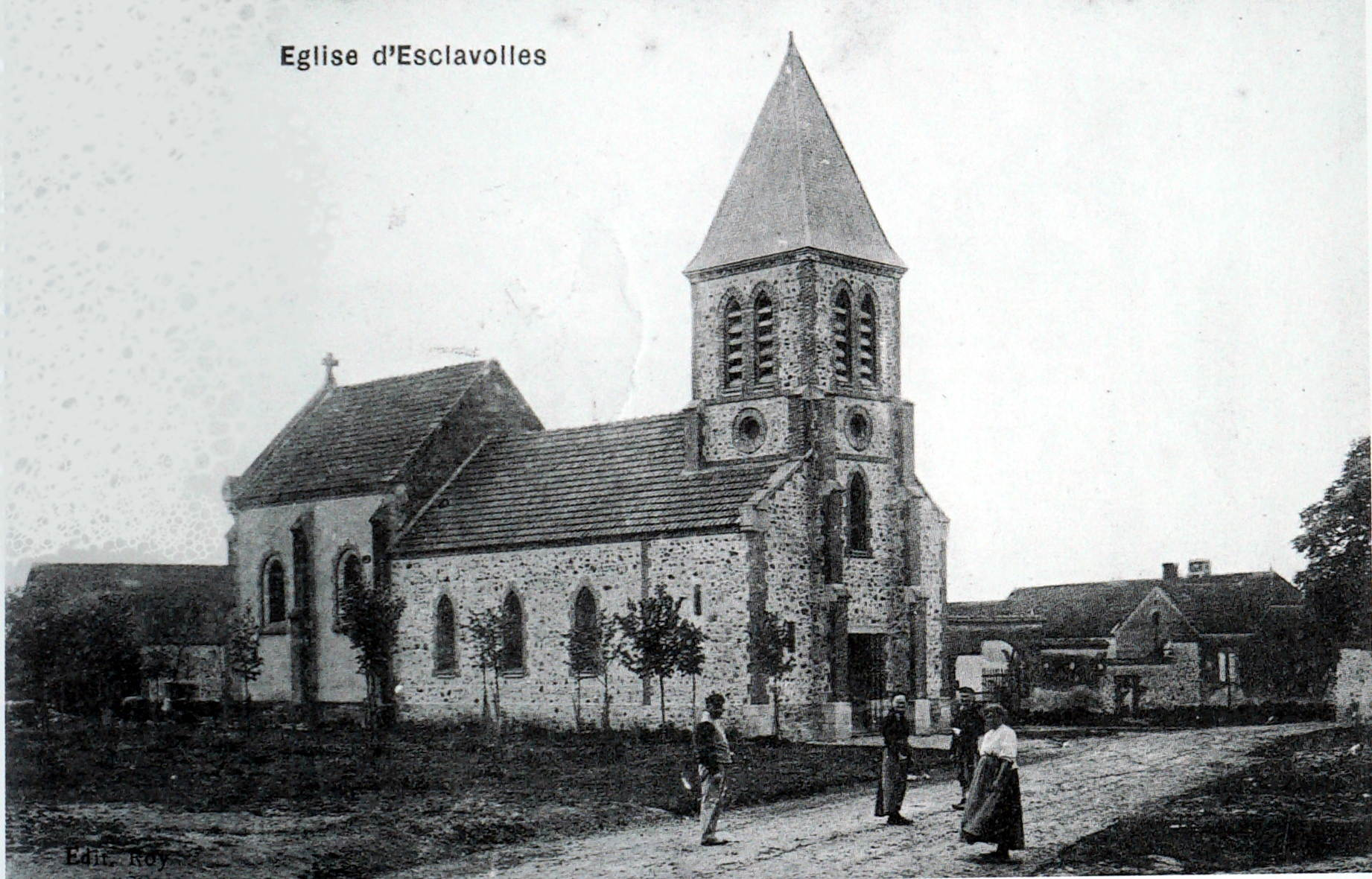
Foto der Kirche Saint-Martin aus dem Jahr 1912

- Kirche Saint-Martin